# Abdelkader Menezla
Abdelkader Menezla (en arabe : عبدالقادر منزلة), est un footballeur algérien né le 6 janvier 2001 à Sidi Bel Abbès. Il évolue au poste de Défenseur central au MC Alger.

## Statistiques

### En club
| Saison                | Club                  | Championnat           | Championnat | Championnat | Championnat | Coupe(s) nationale(s) | Coupe(s) nationale(s) | Coupe(s) nationale(s) | Compétition(s) continentale(s) | Compétition(s) continentale(s) | Compétition(s) continentale(s) | Compétition(s) continentale(s) | Total | Total | Total |
| Saison                | Club                  | Division              | M.          | B.          | P.d.        | M.                    | B.                    | P.d.                  | Comp.                          | M.                             | B.                             | P.d.                           | M.    | B.    | P.d.  |
| 2020-2021             | USM Bel Abbès         | Ligue 1               | 23          | 0           | 0           | 1                     | 0                     | 0                     | -                              | -                              | -                              | -                              | 24    | 0     | 0     |
| 2022-2023             | MC Alger              | Ligue 1               | 7           | 0           | 0           | -                     | -                     | -                     | -                              | -                              | -                              | -                              | 7     | 0     | 0     |
| 2023-2024             | MC Alger              | Ligue 1               | 7           | 0           | 0           | 4                     | 0                     | 0                     | -                              | -                              | -                              | -                              | 11    | 0     | 0     |
| 2024-2025             | MC Alger              | Ligue 1               | 15          | 2           | 0           | 1                     | 0                     | 0                     | CAF                            | 7                              | 0                              | 0                              | 23    | 2     | 0     |
| Sous-total            | Sous-total            | Sous-total            | 29          | 2           | 0           | 5                     | 0                     | 0                     | -                              | 7                              | 0                              | 0                              | 41    | 2     | 0     |
| Total sur la carrière | Total sur la carrière | Total sur la carrière | 52          | 2           | 0           | 6                     | 0                     | 0                     | -                              | 7                              | 0                              | 0                              | 65    | 2     | 0     |

## Palmarès

### Palmarès en club
| MC Alger (2)                                                                     |
| -------------------------------------------------------------------------------- |
| - Ligue 1 (2) : - Champion : 2024 et 2025 - Coupe d'Algérie : - Finaliste : 2024 |